# Sindriera
La sindriera, melonera d'aigua, melonera de moro o melonera d'Alger, Citrullus lanatus i antigament Cucumis citrullus és una espècie de planta amb flors de la família de les Cucurbitàcies conreada pel seu fruit, la síndria o meló d'aigua/moro/Alger. Una planta semblant enfiladissa, originalment es va domesticar a l'Àfrica. És una fruita molt conreada arreu del món, amb més de 1.000 varietats.
S'han trobat llavors de síndria salvatge al jaciment prehistòric líbi d'Uan Muhuggiag. També hi ha proves de llavors a les tombes dels faraons del cultiu de síndria a l'antic Egipte.
La síndria es cultiva en climes favorables des de les regions tropicals fins a les temperades de tot el món per la seva gran fruita comestible, que és una baia amb escorça dura i sense divisions internes. La carn dolça i sucosa sol ser de color vermell intens a rosa, amb moltes llavors negres, tot i que existeixen varietats sense llavors. La fruita es pot menjar crua o en escabetx, i la pela és comestible després de la cocció. També es pot consumir com a suc o com a ingredient en begudes combinades.
Una considerable millora vegetal ha desenvolupat varietats resistents a les malalties. Hi ha molts cultius que produeixen fruits madurs els 100 dies posteriors a la plantació. El 2017, la Xina va produir aproximadament dos terços del total mundial de síndries.

## Descripció
La síndria, síndia, meló d(e l')'aigua, meló d'Alger, meló de moro, meló roig o albudeca (Val., Tort.) (Citrullus lanatus (Thunb.), Matsum. i Nakai dins la família Cucurbitaceae) és una espècie de planta amb flor, la sindriera, que proporciona una fruita, la síndria, del tipus pepònide, generalment esfèrica o el·lipsoidal amb la pela gruixuda (que pot ser verda, groga i de vegades blanca) i el mesocarpi i endocarpi carnós de color generalment vermell, però de vegades rosat, taronja, groc, verd o blanc quan no és encara madur. Les llavors són negres o de color marró fosc. Recentment s'han creat varietats sense llavors. La pepònide deriva d'un ovari ínfer com és característic de les cucurbitàcies. És una planta enfiladissa o que s'estén per terra originària del sud d'Àfrica.

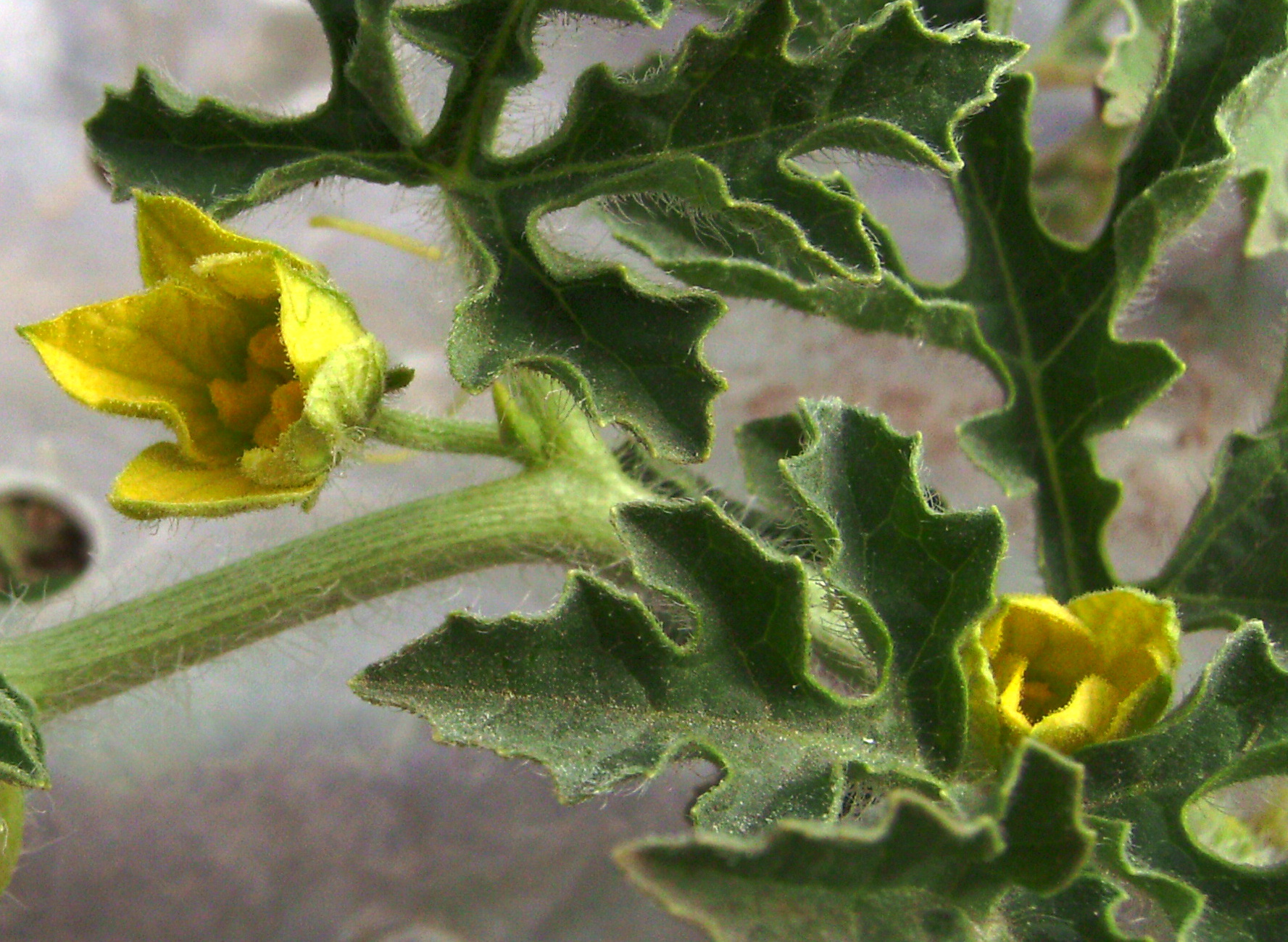
Flors de síndria del cultivar Sugar baby

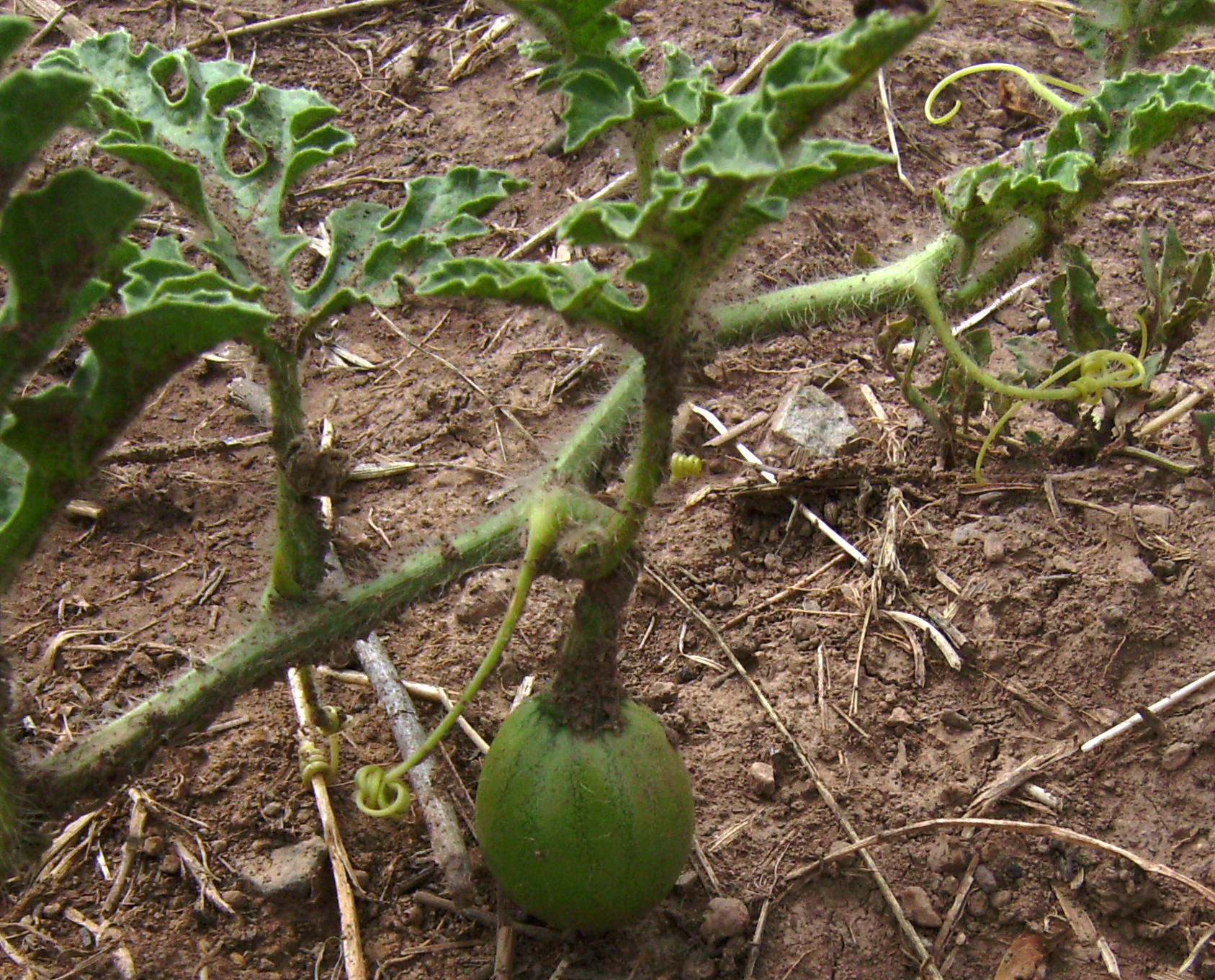
Fulles, tija i fruit de síndria recent quallat

És de la família de les cucurbitàcies, del gènere Citrullus i de l'espècie lanatus varietat jace (anteriorment estava classificada dins del gènere Cucumis que és el gènere del cogombre.
El seu origen probable és l'Àfrica tropical.
La sindriera és una planta herbàcia anual, de tiges prostrades, llargues i asprament peloses, de fulles lobulades, de flors masculines i femenines separades en la mateixa planta (monoica), grogues.

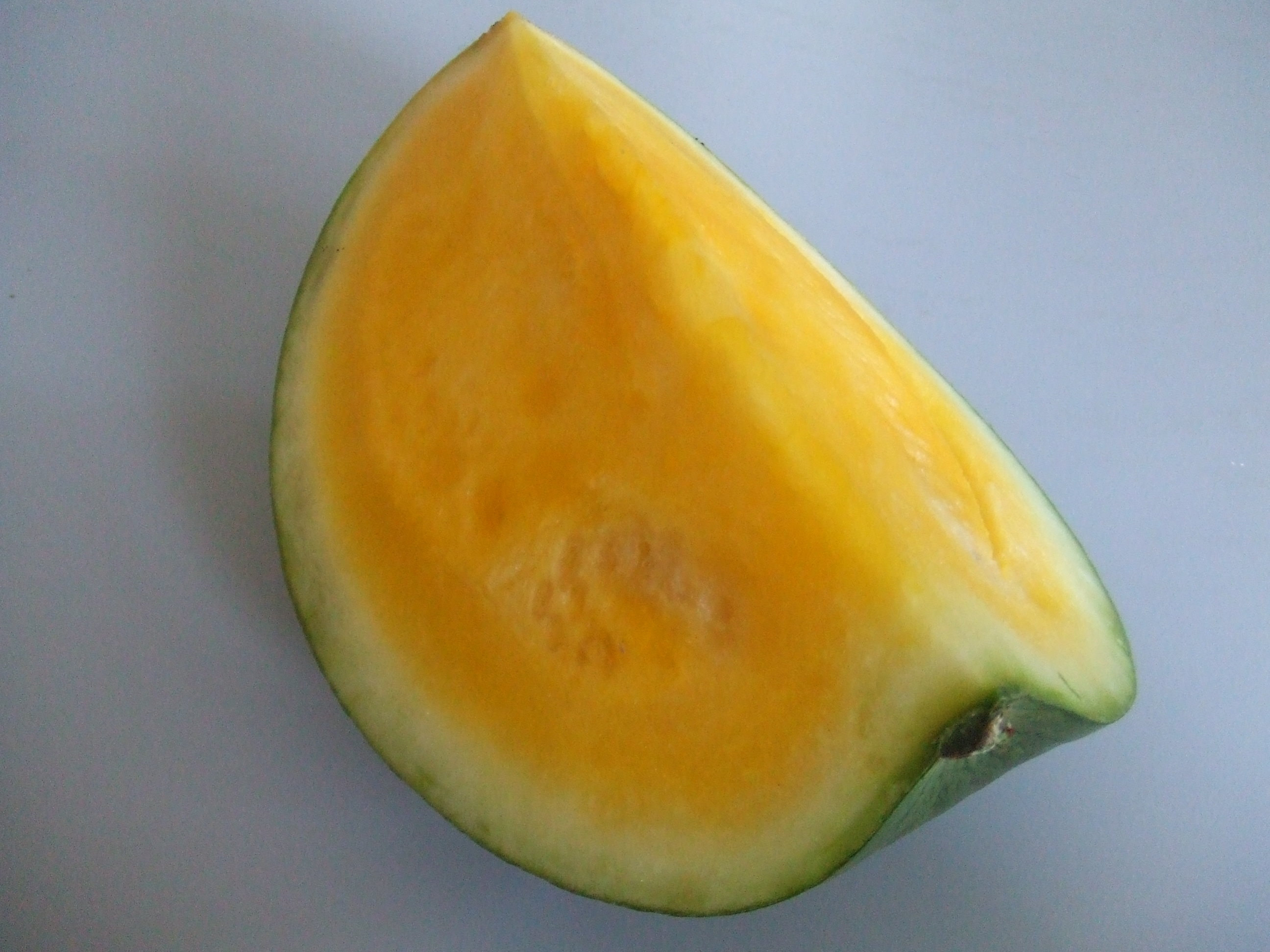
Síndria groga

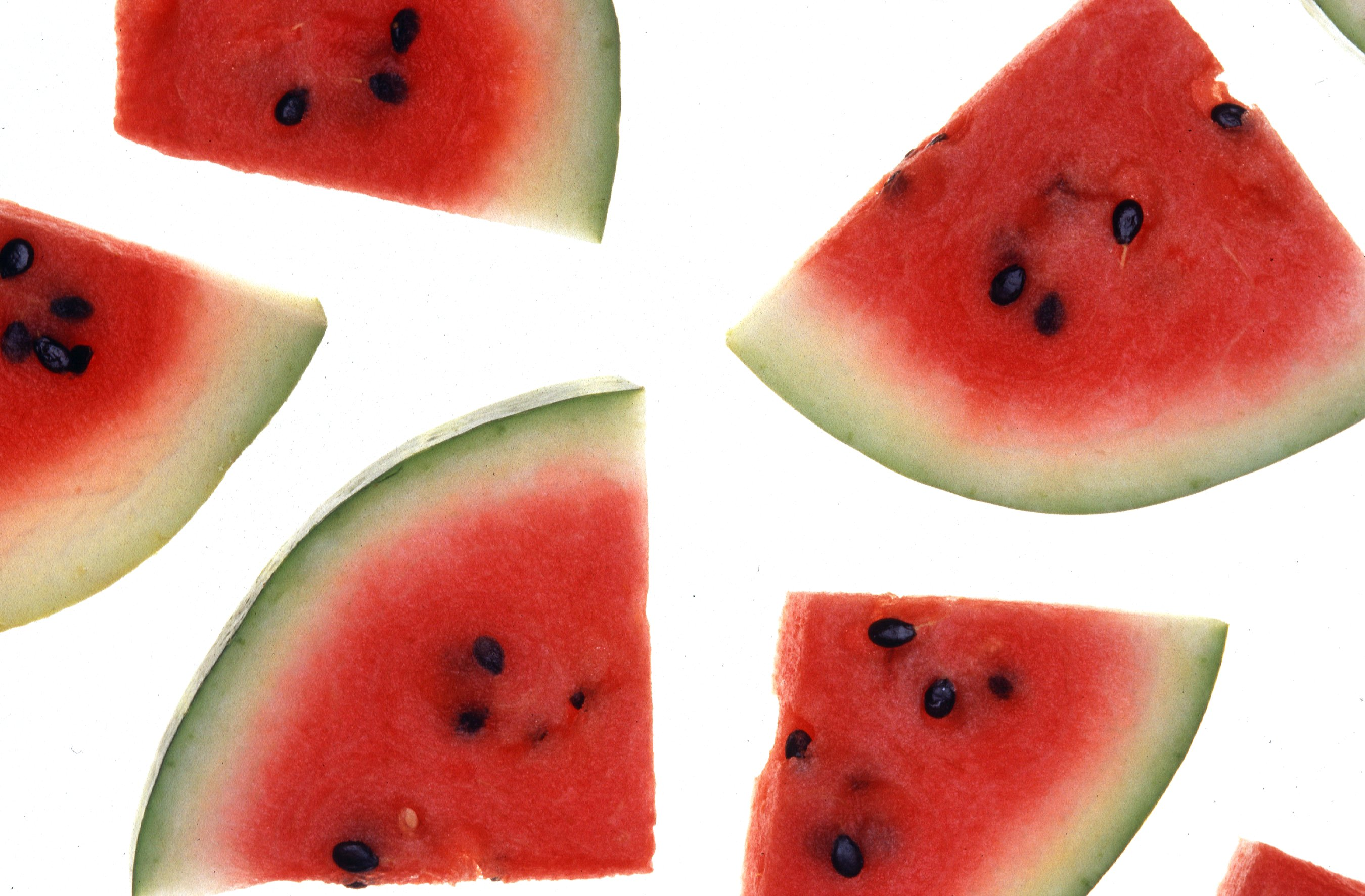
Trossos de meló d'Alger

## Etimologia
El nom de síndia (o amb r epentètica síndria) prové de l'àrab baṭîḫa sindîia (meló del país de Sind).

## Noms en valencià
Meló d'Alger és la forma majoritària en valencià per a designar la fruita que a la major part del domini lingüístic es coneix com a síndria (també a una zona molt reduïda del tortosí meridional). Al País Valencià conviu, però, amb altres formes com meló d'aigua (sobretot a les comarques alacantines, però també a diversos indrets de la Vall d'Albaida i a una xicoteta part del tortosí meridional), meló de moro (a bona part del tortosí meridional), meló roig i amb alguna altra forma que apareix de manera molt minoritària, com ara melona (Benifairó de les Valls) o meló aiguós.

## Història
Es creu que la síndria es va originar al sud d'Àfrica on encara se'n troben formes silvestres i n'hi ha tipus dolços i amargants que expressen la diversitat genètica de l'espècie.
- Del segon mil·lenni aC, ja hi ha evidències del conreu de la síndria a la vall del Nil.[6] També es menciona la síndria a la Bíblia com menjada pels antics israelites en el seu captiveri a Egipte.[7]

- Cap al segle X la síndria es cultivava a la Xina, la qual actualment n'és el principal productor mundial.
- Cap al segle xii els musulmans introduïren el seu conreu a Europa, segons el Dictionary of American Food and Drink de John Mariani, la síndria ("watermelon") va fer la primera aparició en un diccionari en anglès l'any 1615. En català apareix esmentada des de l'any 1371.[5]

- Des del segle xvii els amerindis dels Estats Units cultivaven la síndria, per exemple a la vall del Mississipi. Es pensa que va ser introduïda pels esclaus negres africans.
- Al segle xix, Alphonse de Candolle va assegurar que la síndria era originària d'Àfrica tropical.[8][9] Però la coloquinta sovint es considera l'antecessor silvestre de la síndria i és originària del nord i oest d'Àfrica i les recerques sobre l'ADN del cloroplast suggereixen que l'antecessor comú de la síndria silvestre i la cultivada és potser l'espècie C. ecirrhosus de Namíbia.[10]

## Conreu
La síndria pot ser conreada en el secà o en el regadiu. En el primer cas les plantes es disposen més espaiades i el rendiment és molt menor encara que els fruits acostumen a ser més dolços. Necessita terres molt femades. Pot ser sembrada directament o fent un planter, però s'ha de plantar sempre amb el pa de terra íntegre, ja que les seves arrels són molt delicades i no resistirien un trasplantament directe. No suporta la glaçada. Per evitar les malalties dels fongs sovint s'empelta la síndria sobre altres cucurbitàcies compatibles. Les síndries necessiten un període de cultiu més perllongat que la majoria de les altres plantes de l'hort i els cal normalment uns 85 dies de creixement per arribar a madurar i no es poden cultivar en les zones relativament fredes. Per detectar que el fruit ja és madur tradicionalment es diu que aquest ha de ser pesant, al contrari que el que passa en el meló.
És la cucurbitàcia més exigent en calor i en aigua. Les seves llavors no germinen fins als 16 graus. Sovint se sembren pregerminades o en planter que ha de mantenir la integritat de les arrels. Necessita un adobat orgànic molt intens. Normalment es conrea en regadiu. És sensible a diversos fongs del sòl i a determinats tipus de virus. En els darrers anys es planten empeltades en altres espècies de cucurbitàcies per tal de resistir els problemes fitopatològics.
Les varietats més conreades són la Sugar Beauty i la Klondike i altres varietats més tradicionals com la Catalana. Des de fa pocs anys es conreen molt les que no tenen llavors, en realitat aquestes queden avortades, en estat molt rudimentari.

## Nutrició
De mitjana la síndria conté un 6% de sucre i un 92% d'aigua.
Com molts altres fruits és una font de vitamina C.
El seu contingut calòric per 100 grams és de 127kJ, amb: 
- 0'61 grams de proteïna
- 0'15g de greix
- 7'55g d'hidrats de carboni
- 0'4g de fibra
- 6'2g de sucre
- 0'24mg de ferro
- 7mg de calci
- 10mg de magnesi
- 11mg de fòsfor
- 112mg de potassi
- 0'10mg de zinc

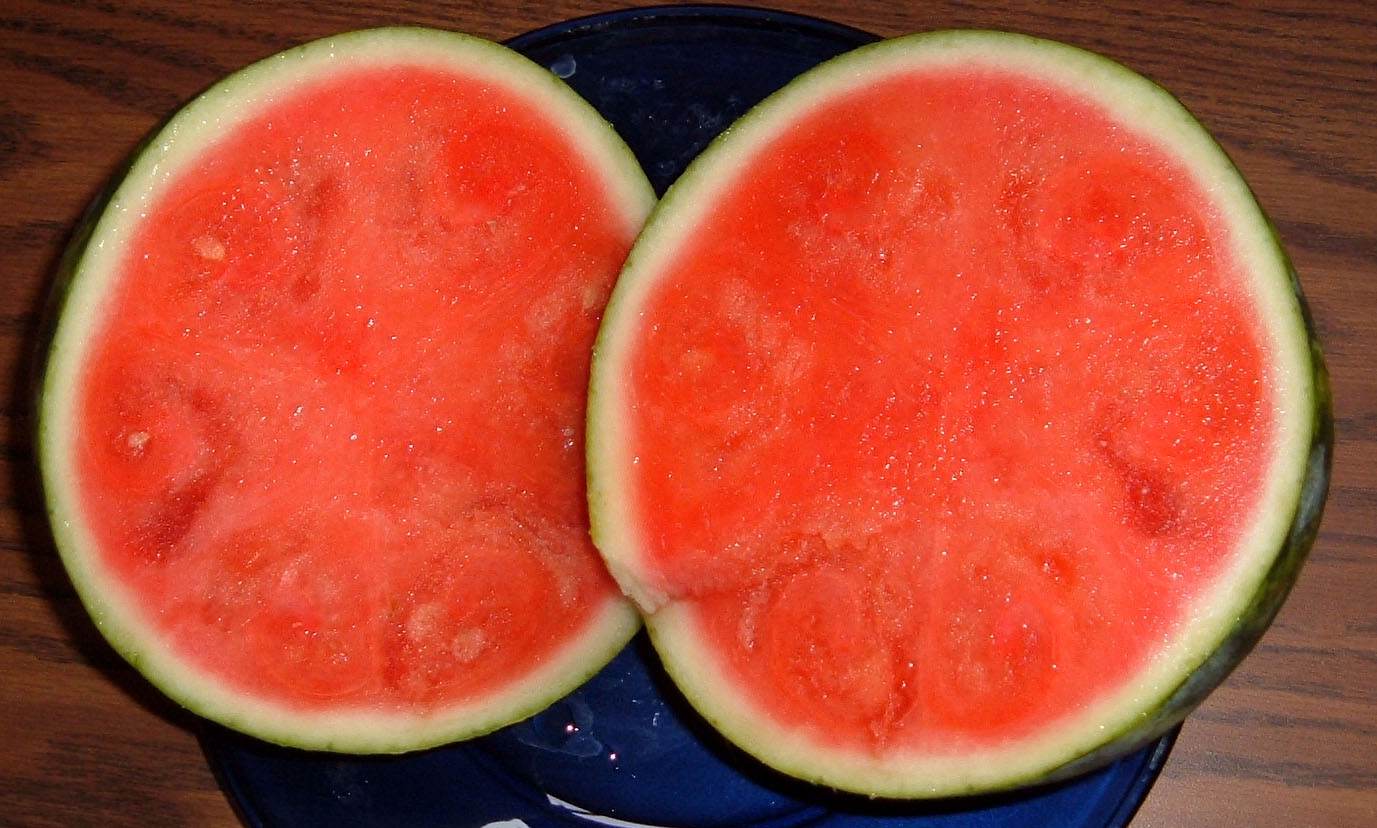
Síndria sense llavors

- Síndria sense llavorspetites quantitats de les vitamines A, C, àcid pantotènic, vitamina B6, folat, tiamina, riboflavina i niacina.

L'aminoàcid citrul·lina va ser extret i analitzat per primera vegada de la síndria. La síndria és lleugerament diürètica i conté grans quantitats de beta carotè. La síndria amb la polpa vermella és una font significativa de licopè.

## Varietats
Hi ha més de 1.200 varietats de síndria que oscil·len entre un pes de 400 grams a més de 80 quilos.
- La varietat 'Carolina Cross' té el rècord de pes d'una síndria, 119 kg.

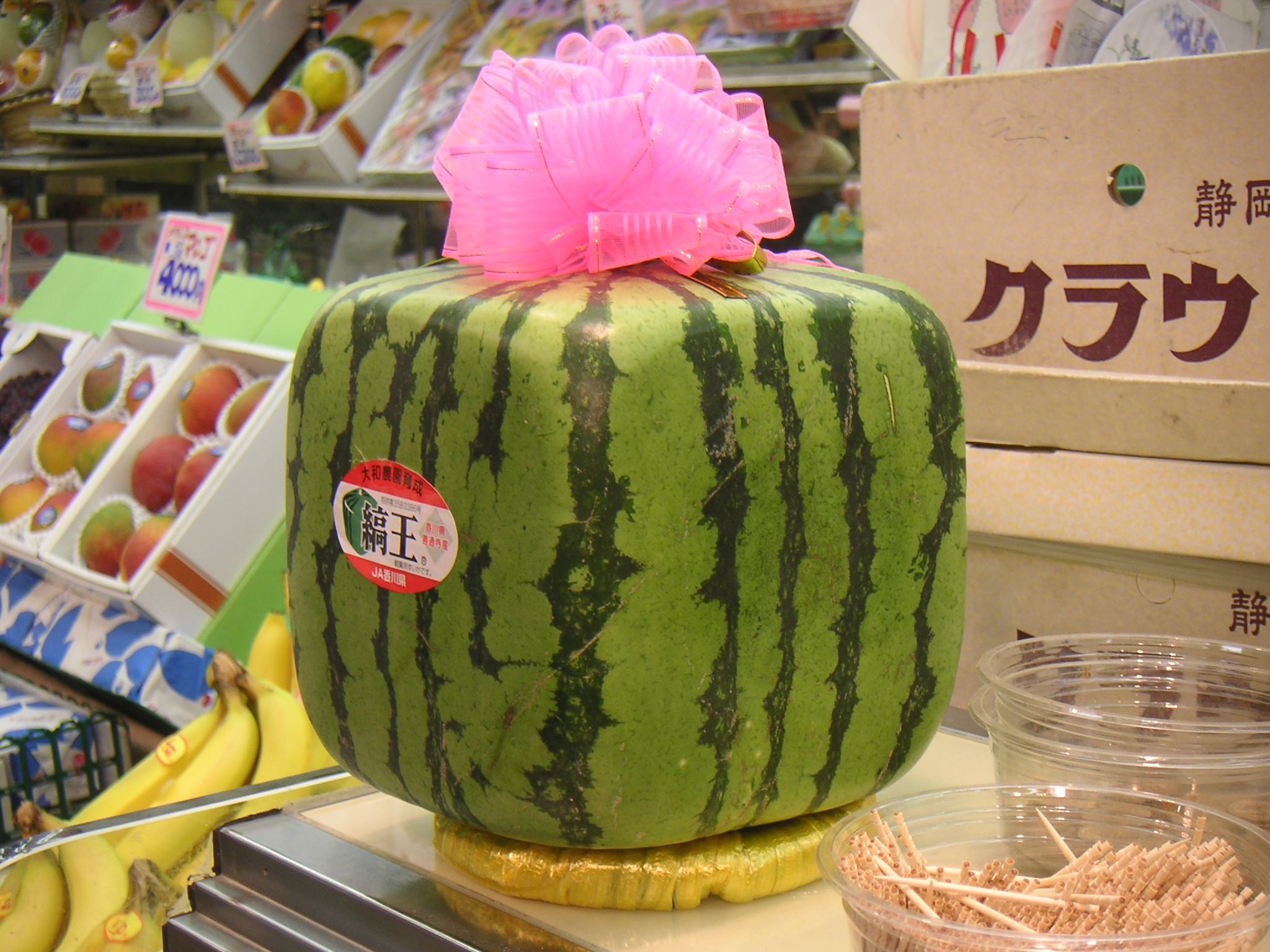
Síndria cúbica del Japó

- Síndria cúbica del JapóLa varietat 'Yellow Crimson' té la carn de color groc i es diu que és més dolça i amb més gust de mel que les varietats tradicionals vermelles.
- La varietat 'Orangeglo' té la polpa de color taronja i el fruit gros i oblong de fins a 9–14 kg. Triga de 90 a 100 dies des de la plantació a la maduració.[17]
- La varietat 'Moon and Stars' va ser creada el 1926.[18] En la pela té cercles grocs (moon). El fruit pesa de 9–23 kg.[19]
- La varietat 'Cream of Saskatchewan' té els fruits rodons i petits d'uns 25 cm de diàmetre. Pot créixer en climes relativament freds i originàriament va ser portada a Saskatchewan, Canadà, per emigrants russos. triga de 80 a 85 dies des de la plantació a la collita.[20]

Al Japó, els agricultors de la regió Zentsuji van trobar el sistema de fer síndries quadrades encapsulant-les dins de caixes de plàstic i de manera natural els fruits adopten la forma del seu receptacle. Originàriament aquesta forma cúbica facilitava l'emmagatzematge, però actualment una síndria quadrada té un preu doble que les oblongues normals. També se'n formen de  polièdriques.

## Galeria fotogràfica

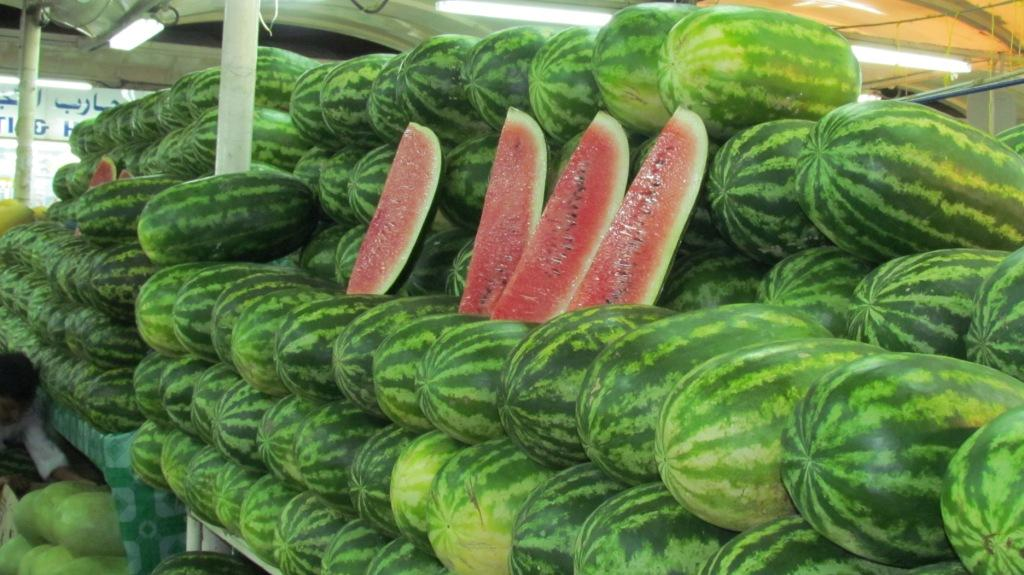
Síndria a Dubai
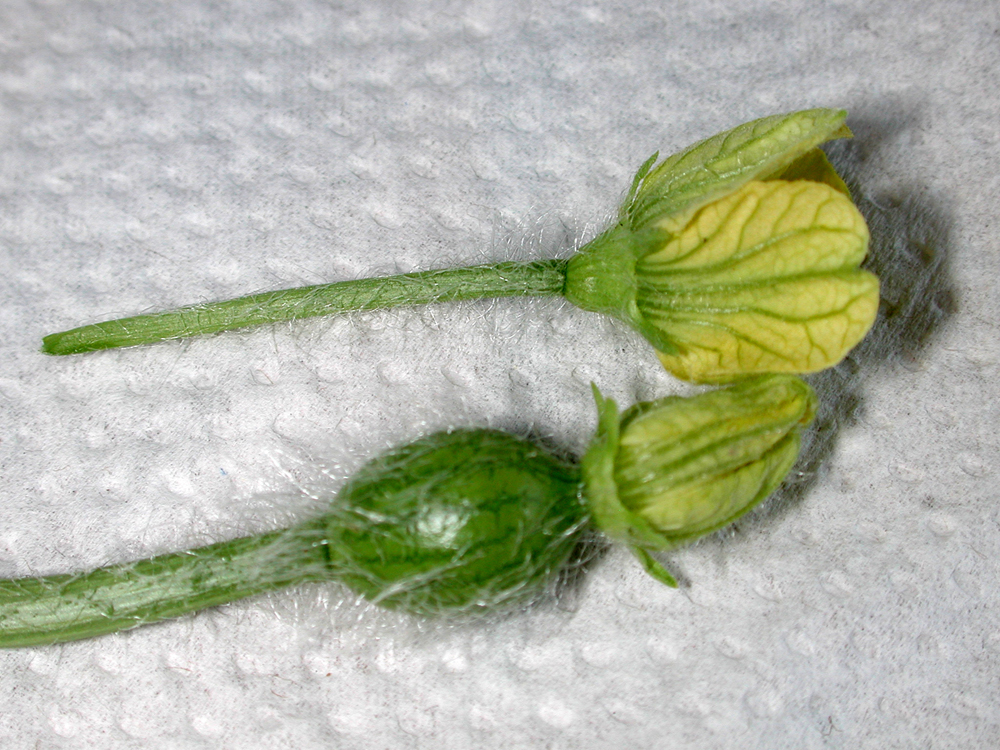
Ovari
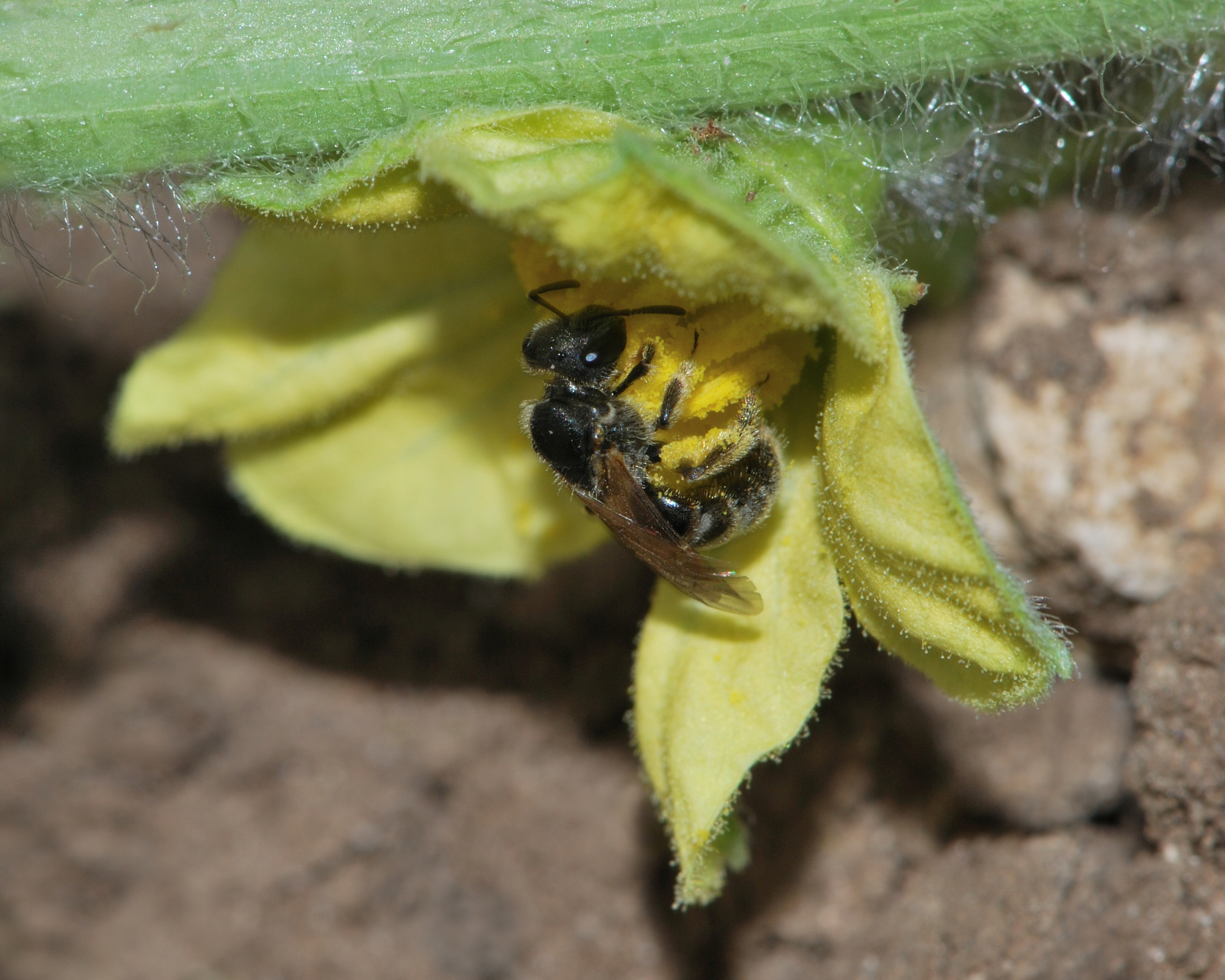
Lasioglossum malachurum, recollint pol·len d'una flor de síndria (Hulda, Israel)
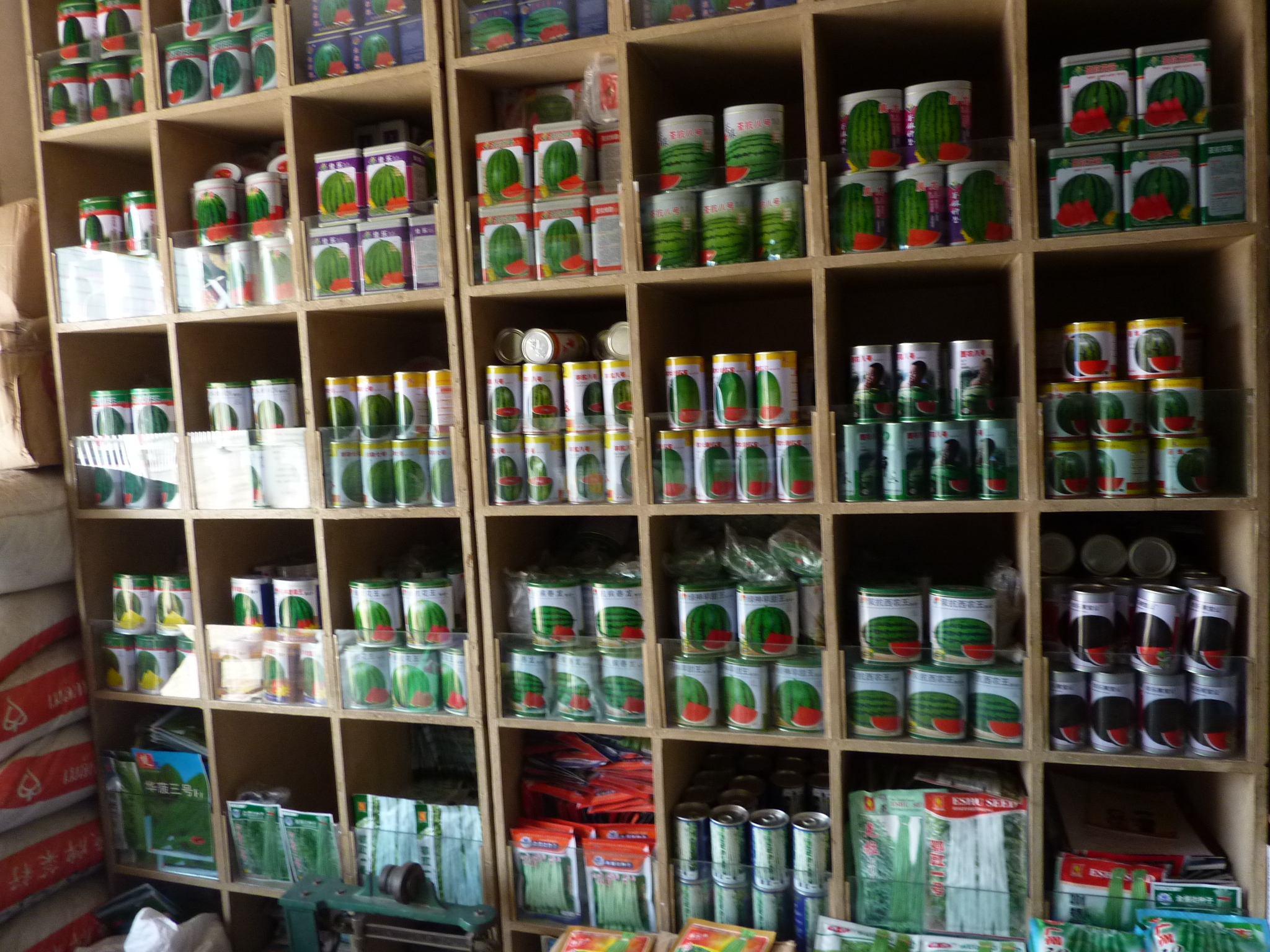
Llavors a la venda a Wuhan, Xina